# Clara Liberman
Pour les articles homonymes, voir Liberman.
Clara Liberman, née le 5 avril 2000 à Gonesse, est une athlète française spécialisée dans les épreuves de demi-fond. Vice-championne de France sur 800 m lors des Championnats de France 2023, elle est également médaillée de bronze sur la même distance lors des Championnats de France en salle et en plein air de la saison 2024 avant d'être sacrée championne de France en salle en 2025.

## Carrière

### Les débuts
Née à Gonesse, Clara Liberman commence l'athlétisme en 2005 à Moussy-le-Neuf avant de rejoindre le Dynamic Aulnay Club en 2009. Elle y restera jusqu'en 2021, date à laquelle elle rejoint au Haute Bretagne Athlétisme le groupe d'entraînement de Marc Reuzé qui comprend notamment les internationales françaises Léna Kandissounon et Agathe Guillemot. L'émulation et la complicité entre les athlètes est, de l'aveu même de Clara Liberman, un facteur déterminant dans sa progression. Les trois coéquipières ont d'ailleurs surnommé leur groupe d'entraînement la Team kRocket en référence à la Team Rocket dans Pokémon,.

### 2022-2023: une montée en puissance progressive
Lors des Championnats de Bretagne Espoirs en salle 2022, elle réalise le doublé en s'imposant sur 800 m et 1 500 m. Plus tard dans la saison, elle remporte le titre de championne de France espoirs en plein air sur 1 500 m.
Lors des Championnats de France 2023, elle devient vice-championne de France de 800 m avec un temps de 2 min 2 s 56, juste derrière Léna Kandissounon mais devant Anaïs Bourgoin et Agnès Raharolahy.

### Saison 2024: l'année de la confirmation
Le 18 février, elle obtient la médaille de bronze lors des Championnats de France en salle à Miramas (2 min 3 s 7) juste derrière Anaïs Bourgoin et Léna Kandissounon
Lors du Meeting Stanislas, Clara Liberman endosse le rôle de meneuse d'allure sur 1500 m pour sa coéquipière d'entraînement Agathe Guillemot, cette dernière réussissant durant cette course les minima pour les Jeux Olympiques de Paris 2024.
Le 29 juin, elle termine 3e (2 min 1 s 9) des Championnats de France à Angers grâce à une superbe fin de course qui lui permet de terminer notamment devant les internationales françaises Léna Kandissounon et Rénelle Lamote.
Le 30 juin, au lendemain des Championnats de France, elle est meneuse d'allure pour sa partenaire d'entraînement Léna Kandissounon qui n'a terminé que 5e la veille et qui retente d'obtenir les minima olympiques aux Championnats de Bretagne à Redon.
Le 4 juillet, lors du Meeting de Sotteville-lès-Rouen, elle se rapproche un peu plus encore de la barre des 2 minutes sur 800 m en terminant en 2 min 0 s 16, soit son record personnel (battu pour la 3e fois en un mois) mais également la 19e performance française de tous les temps.

### Saison 2025
Clara Liberman remporte le 800 mètres des Championnats de France d'athlétisme en salle 2025 à Miramas. Elle est ensuite médaillée d'argent de la même épreuve aux Championnats d'Europe d'athlétisme en salle 2025 à Apeldoorn.

## Palmarès
| Date | Compétition                     | Lieu      | Résultat | Temps         |
| ---- | ------------------------------- | --------- | -------- | ------------- |
| 2023 | Championnats de France          | Albi      | 2e       | 2 min 02 s 55 |
| 2024 | Championnats de France en salle | Miramas   | 3e       | 2 min 03 s 07 |
| 2024 | Championnats de France          | Angers    | 3e       | 2 min 01 s 09 |
| 2025 | Championnats de France en salle | Miramas   | 1re      | 2 min 04 s 80 |
| 2025 | Championnats d'Europe en salle  | Apeldoorn | 2e       | 2 min 2 s 32  |

## Records personnels
| Epreuve | Performance   | Lieu             | Date            |
| ------- | ------------- | ---------------- | --------------- |
| 400m    | 57 s 04       | Montfort-sur-Meu | 7 mai 2023      |
| 800m    | 1 min 58 s 96 | Madrid           | 19 juillet 2025 |
| 1500m   | 4 min 09 s 43 | Lyon             | 15 février 2025 |